# Frédéric Lordon
Pour les articles homonymes, voir Lordon.
Frédéric Lordon, né le 15 janvier 1962, est un économiste français. Il est chercheur au Centre de sociologie européenne (CSE),, et est directeur de recherche au CNRS au sein de la section 35 en sciences philosophiques et philologiques, sciences de l'art,,. Il est membre des Économistes atterrés, collectif soutenant une pensée économique hétérodoxe qu'une partie de la gauche française partage.

## Biographie

### Famille et formation
Frédéric Lordon est né dans une famille bourgeoise de l'Ouest parisien. Son père est dirigeant d'entreprise et sa mère femme au foyer.
En 1985, il entre comme élève à l'École nationale des ponts et chaussées. En 1987, il poursuit sa formation en intégrant l'Institut supérieur des affaires (ISA), devenu depuis un diplôme de maîtrise en administration des affaires (MBA) de l'École des hautes études commerciales de Paris (HEC).
D'abord électeur de droite, Frédéric Lordon devient communiste à la fin de ses études,,.
Souhaitant proposer un point de vue critique sur le monde social, il se tourne vers le travail de recherche universitaire en économie.
En 1993, il soutient sa thèse de doctorat à l'École des hautes études en sciences sociales (EHESS) intitulée  Irrégularités des trajectoires de croissance : évolutions et dynamique non-linéaire : vers une schématisation de l'endométabolisme », sous la direction de Robert Boyer. Celui-ci en parle comme « de loin la meilleure soutenance qu'il ait jamais entendue » et qualifie Frédéric Lordon « d'étudiant extrêmement brillant, très perfectionniste ».

### Carrière professionnelle et politique
Il publie ensuite des travaux sur la théorie de la croissance et la contribution du passage micro-macro de la théorie évolutionniste[C'est-à-dire ?]. Parallèlement à ses études doctorales, il est chargé d'étude à l'Observatoire français des conjonctures économiques (OFCE) et chargé d'enseignement à l'Institut d'études politiques de Paris. Il est signataire en 2010 du Manifeste d'économistes atterrés,.
En 2012, il passe de l’économie à la philosophie au Centre national de la recherche scientifique (CNRS) où il est directeur de recherche,,.
Au printemps 2016, il intervient à de nombreuses reprises dans le cadre du mouvement Nuit debout, dont il serait« l'une des têtes pensantes » d'après Pierre Tremblay, journaliste au HuffPost.
Il est un collaborateur régulier du mensuel Le Monde diplomatique, sur le site web duquel il tient un blog, « La pompe à phynance »,. Il est invité sur France Culture.
Selon Le Figaro et d'autres organes médiatiques, sa liaison avec la journaliste Aude Lancelin a été l'une des causes de l'éviction de cette dernière de L'Obs,,.

## Travaux et publications
Ses premières publications sont des petits manuels critiques, « faciles d’accès pour les non-initiés », publiés chez Raisons d'agir, une maison d'édition décrite par Le Monde comme étant un éditeur « militant » dont Pierre Bourdieu fut l’un des créateurs.
Ses travaux comportent notamment un programme de recherche « spinoziste »[source insuffisante] en sciences sociales[source insuffisante] et en sociologie économique. Il vise à rapprocher étroitement la science économique de la sociologie.
Il décrit sa position dans le champ des sciences économiques comme hétérodoxe et, ce faisant, partage les thèses de régulationnistes et particulièrement celles qui posent le caractère ontologique des luttes au sein des faits sociaux. Il fait sienne la formule de Michel Foucault selon laquelle « la politique est la guerre continuée par d'autres moyens », paraphrase retournée de la formule de Carl von Clausewitz : « la guerre est la continuation de la politique par d'autres moyens ».
Il réinterprète le conatus spinoziste afin de se dégager de l'emprise du structuralisme althusserien et permettre que soit réintroduite la dimension de l'action des individus-sujets au cœur des rapports sociaux et des sociétés[source insuffisante]. Considérés comme des élans de puissance, les individus spinozistes sont déterminés par des causes extérieures qui orientent leur comportement. Lordon oppose cette thèse à l’humanisme subjectiviste autodéterminé qui forme le cœur de l’imaginaire néolibéral[source insuffisante].
En janvier 2025, il co-signe Pulsion avec la romancière et psychologue Sandra Lucbert, une œuvre de philosophie politique, poétique et littéraire sur le capitalisme néolibéral comme régime de pulsionnalité,,.

## Affinités politiques
D'abord électeur de droite, Frédéric Lordon devient communiste à la fin de ses études,,. Il a lu les travaux de Karl Marx, Pierre Bourdieu, Michel Foucault, Jacques Derrida, Louis Althusser, Baruch Spinoza,. Et il effectue une analyse critique du « capitalisme néolibéral »,,.
Selon HuffPost, depuis le mouvement Nuit debout, au printemps 2016, Frédéric Lordon est devenu « l'une des figures intellectuelles incontournables de la gauche radicale ». En avril 2016, un article de France Info le présente comme « sans attache » vis-à-vis des partis politiques et, selon son entourage, il est inenvisageable pour lui d'être lié à un parti : il se situe uniquement à une place de chercheur. Il a été sollicité par le Front de gauche et les frondeurs du Parti socialiste, mais a refusé toute implication ; et selon France Info, le fait que Frédéric Lordon soit resté indépendant plaît aux « milieux altermondialistes et radicaux de gauche ».
Lors de la présidentielle de 2017 il déclare auprès de l'émission Là-bas si j'y suis au sujet de la candidature de Jean-Luc Mélenchon « qu’il est porteur, pour la première fois depuis très longtemps, d’une différence significative de gauche dans le paysage de l’offre politique ». Toutefois, lors d'un entretien avec Judith Bernard pour le site Hors-Série en 2019, il déclare désormais « qu’un gouvernement Mélenchon serait K.-O. debout avant même de poser sa première fesse dans le fauteuil présidentiel ».
Concernant son rapport au marxisme, il est généralement considéré comme marxiste hétérodoxe, notamment de par sa proximité avec la théorie de la régulation, critique de l'analyse marxiste orthodoxe. Pour se situer, il cite Pierre Bourdieu : « Marx est indépassable, à condition de le dépasser »[réf. nécessaire].
D'après le politologue Eddy Fougier, Frédéric Lordon fait partie des « démondialisateurs français », comme l'économiste Jacques Sapir ou Emmanuel Todd, qui sont comme lui pour une relocalisation de l’économie, en recréant des conditions économiques qui permettent une politique de type keynésien grâce à « la fermeture relative de l’économie (protectionnisme ciblé et contrôle des mouvements de capitaux) et l’autonomie de la politique monétaire (sortie éventuelle de la zone euro) ». À ce titre, Lordon, fait partie des « nouveaux courants contestataires » qui prolongent et renouvellent l'altermondialisme.
Frédéric Lordon est présent lors du congrès de fondation de l'organisation Révolution permanente en décembre 2022.

## Prises de positions

### Critique de l'Union européenne et réflexions sur la souveraineté économique et politique
En 2014, dans son ouvrage La Malfaçon. Monnaie européenne et souveraineté démocratique, aux éditions Les Liens qui libèrent, il soutient que les traités européens ont ôté aux États de la zone euro leur souveraineté économique en les privant de la maîtrise de la politique monétaire et en faisant passer leurs politiques budgétaires sous la surveillance des institutions européennes et des marchés financiers. L'Union européenne est devenue de ce fait « une machine à destructions sociales ». Selon Lordon, il n'existe pas de peuple européen, l'Union européenne ne saurait être transformée en profondeur car la souveraineté populaire ne peut s'y exercer, et la seule façon de retrouver la souveraineté populaire, serait de revenir aux États.

### État d'urgence en France en 2015
Le 24 novembre 2015, plusieurs intellectuels français publient dans Libération une tribune appelant à manifester le 29 novembre à Paris malgré l'interdiction. Ils notent que « c’est une victoire pour Daesh que d’avoir provoqué la mise sous tutelle sécuritaire de la population tout entière ». Selon eux, « s’il existe quelque chose comme une valeur française, c’est d’avoir refusé depuis au moins deux siècles de laisser la rue à l’armée ou à la police […] nous n’acceptons pas que le gouvernement manipule la peur pour nous interdire de manifester ». Parmi les signataires : Frédéric Lordon, Pierre Alferi, Hugues Jallon, Éric Hazan, Jacques Fradin, Ivan Segré, Nathalie Quintane, Serge Quadruppani, François Cusset.
Le 30 novembre 2015, il signe l'Appel des 58 : « Nous manifesterons pendant l'état d'urgence »,.

### Réforme du code du travail et Nuit debout
Au printemps 2016, Frédéric Lordon s’engage contre la réforme du Code du travail portée par la ministre Myriam El Khomri. Il intervient en lisant son texte dans un amphithéâtre de l'université Panthéon-Sorbonne et prend la parole lors de la première Nuit debout, place de la République à Paris dont il est présenté comme le « moteur insurrectionnel » ou le « maître à penser ». En septembre 2017, il couvre (avec les auteurs Serge Quadruppani, Nathalie Quintane et Alain Damasio) pour le site d'informations Lundi matin le procès des auteurs présumés de l'incendie d'une voiture de police le 18 mai 2016 à Paris en marge d'une contre-manifestation contre les violences policières.

### Critique de l'anticomplotisme
Dans un article de 2012, Frédéric Lordon écarte les explications psychologiques du conspirationnisme, estimant que celui-ci traduit la contradiction entre la volonté de savoir des classes dominées et leur absence d’accès aux moyens de savoir. Pour le philosophe Philippe Huneman, cette idée que le complotiste « se fait des films » par manque d'accès au savoir « est certes éclairante, mais elle n’explique pas pourquoi ceux qui sont séduits par les théories du complot persistent dans leur foi, et même s'y enfoncent, alors que via Internet, l’individu non-spécialiste jouit d’un accès incommensurablement plus grand qu’auparavant à la connaissance naturelle et sociale (une énorme partie des revues scientifiques et d’information sérieuses, dans toutes les langues, étant gratuitement accessible) ».
En 2015, Frédéric Lordon est l'auteur d'un article dans un dossier du Monde diplomatique consacré aux théories du complot. Il envisage l'adhésion à celles-ci comme la contrepartie d'un manque de transparence répandu. Selon lui, « le conspirationnisme n'est pas une psychopathologie de quelques égarés, il est le symptôme nécessaire de la dépossession du politique et de la confiscation du débat public ». Dans cet article, il déclare que le conspirationnisme « pourrait être le signe paradoxal que le peuple, en fait, accède à la majorité puisqu’il en a soupé d’écouter avec déférence les autorités et qu’il entreprend de se figurer le monde sans elles ».

### Opposition à Emmanuel Macron
Le 27 janvier 2018, il est intervenant lors de la journée de rencontre « Tout le monde déteste le travail », une journée dont il est l'un des instigateurs au sein d'un collectif. Sur la thématique « penser le travail », il y fait une conférence où il évoque le salaire à vie théorisé par Bernard Friot, ainsi que le problème de « la charge morale du discours autour du travail ».
Le 3 avril 2018, il débat avec l'économiste Bernard Friot au Centre Pierre-Mendès-France de l’Université Panthéon-Sorbonne, sur le sujet « En quoi la révolution est-elle encore d'actualité ? » alors que des étudiants protestent contre la loi Vidal, dont ils contestent le mode de sélection concernant l'entrée à l'université. Lordon conseille aux étudiants de prendre conscience de leur force et préconise une convergence avec d'autres foyers de contestation, que ce soit dans les universités, les hôpitaux, à la SNCF, ou encore à La Poste,.
Le 2 mai 2018, il participe à un « colloque intempestif » organisé à l'École normale supérieure pour débattre du Plan Étudiants,.
Avec François Ruffin entre autres, il organise le 5 mai 2018 la manifestation « La fête à Macron » pour protester contre la politique du président de la République Emmanuel Macron. Il prend la parole et visant le président et demande : « Où est la légitimité ? Du côté de ceux qui travaillent et de ceux qui souffrent. De ceux qui résistent ».
En mars 2019, Frédéric Lordon reçoit une invitation à participer à l'Élysée à un « Grand débat avec le Président » en compagnie d'une centaine d'intellectuels. Il refuse, affirmant notamment au sujet du Grand débat national qui se déroule alors en France que « personne n’y croit », et il ajoute dans sa réponse au chef de l’État Emmanuel Macron : « Vous détruisez le travail, vous détruisez les territoires, vous détruisez les vies, et vous détruisez la planète ».
Le 7 mai 2019, il participe à un procès parodique d'Emmanuel Macron organisé par Là-bas si j'y suis à la Bourse du travail de Paris dans lequel il joue le rôle du procureur

## Critique
La position de Frédéric Lordon à propos du complotisme et de l'anticomplotisme, élaborée dans son article du monde diplomatique, a été durement critiquée par Conspiracy Watch et Rudy Reichstadt qui déplorent : « un texte dont la fonction évidente est de sauver le conspirationnisme » et d'une « entreprise de justification intellectuelle » de ce dernier.
Les thèses défendues par Frédéric Lordon dans son blog ont également été critiquées par les mêmes sur leur site.
Frédéric Lordon a fait l'objet d'un ouvrage critique de la part du philosophe Benoît Bohy-Bunel, Contre Lordon. Anticapitalisme tronqué et spinozisme dans l'œuvre de Frédéric Lordon, paru aux éditions Crise & Critique en 2021.
Se donnant pour ambition de présenter un panorama complet et critique des principales thèses de Lordon, l'auteur vise à réfuter ses écrits, n’y voyant rien de plus qu’un anticapitalisme tronqué qui convient aux idéologies de crise populistes : une énième naturalisation de la politique et de l’Économie. « De quoi Lordon est-il le nom ? Le drapeau en berne d’une réaction altercapitaliste à la crise, qui tente de réguler une nouvelle fois l’Économie et la politique de façon "plus humaine", grâce à un spinozisme se mettant au service d’un productivisme ontologique. » Benoît Bohy-Bunel reproche à Frédéric Lordon d'invisibiliser « la barbarie absolue de la genèse historique du capitalisme » et propose un renouveau de la lutte contre la capitalisme basé sur d'autres fondements théoriques que ceux de Lordon.

## Publications

### Thèse de doctorat
Frédéric Lordon (doctorant) et Robert Boyer (dir.), Irrégularités des trajectoires de croissance : évolutions et dynamique non linéaire : vers une schématisation de l'endométabolisme (thèse de doctorat en Sciences économiques), Paris, École des hautes études en sciences sociales (EHESS), 1993, 680 p. (OCLC 496096795, SUDOC 041490401, présentation en ligne)

### Ouvrages
- Les Quadratures de la politique économique : les infortunes de la vertu, Paris, Albin Michel Economie, 1997, 336 p. (ISBN 978-2-226-09450-6, présentation en ligne)
- Fonds de pension, piège à cons ? : mirage de la démocratie actionnariale, Paris, Raisons d’agir, 2000 (BNF 37112873, présentation en ligne)
- La Politique du capital, Paris, Éditions Odile Jacob, 2002 (présentation en ligne, lire en ligne )
- Et la vertu sauvera le monde… : après la débâcle financière, le salut par l'« éthique » ?, Paris, Raisons d'agir, 2003 (présentation en ligne)
- L’intérêt souverain. Essai d’anthropologie économique spinoziste, Paris, éditions La Découverte, coll. « Armillaire », 2006, 235 p. (ISBN 978-2-707-16916-7, présentation en ligne).
- Jusqu'à quand ? Pour en finir avec les crises financières, Paris, Raisons d'agir, 2008 (présentation en ligne)
- La Crise de trop : reconstruction d'un monde failli, Paris, Fayard, 2009 (BNF 42007870, présentation en ligne)
- Capitalisme, désir et servitude : Marx et Spinoza, Paris, La Fabrique, 2010 (BNF 42273256, présentation en ligne)
- D'un retournement l'autre : comédie sérieuse sur la crise financière en quatre actes et en alexandrins, Paris, Éditions du Seuil, 2011, 134 p. (ISBN 978-2-021-04577-2, BNF 43670878, présentation en ligne)
- L'Intérêt souverain : essai d'anthropologie économique spinoziste, Paris, La Découverte, 2011, 240 p. (ISBN 978-2-7071-6916-7, DOI 10.3917/dec.lordo.2011.01 )
- La Société des affects : pour un structuralisme des passions, Paris, Éditions du Seuil, coll. « L'ordre philosophique », 2013, 358 p. (ISBN 978-2-02-111983-1, lire en ligne )
- La Malfaçon : monnaie européenne et souveraineté démocratique, Paris, Les liens qui libèrent, 2014, 295 p. (ISBN 979-10-209-0093-7, BNF 43816538)
- Imperium : structures et affects des corps politiques, Paris, La Fabrique, 2015, 358 p. (ISBN 978-2-35872-070-0, BNF 44397923, lire en ligne )
- On achève bien les Grecs : chroniques de l'Euro 2015, Paris, Les liens qui libèrent, 2015, 272 p. (ISBN 979-10-209-0366-2)
- Les Affects de la politique, Paris, Éditions du Seuil, 2016, 194 p. (ISBN 978-2-02-134332-8, BNF 45134896), p. 194
- La Condition anarchique : affects et institutions de la valeur, Paris, éditions du Seuil, 2018, 272 p. (ISBN 978-2-021-40680-1, BNF 45598267, lire en ligne )
- Vivre sans ? : Institutions, police, travail, argent…, Paris, La Fabrique, 2019, 250 p. (ISBN 978-2-35872-171-4, présentation en ligne)
- Figures du communisme, Paris, La Fabrique, 2021, 288 p. (ISBN 9782358722131, présentation en ligne)
- En travail : conversations sur le communisme (avec Bernard Friot), Paris, Éditions La Dispute, coll. « Entretiens », 2021, 220 p. (ISBN 9782843033223, présentation en ligne)

### Ouvrages collectifs
- Frédéric Lordon (dir.), Conflits et pouvoirs dans les institutions du capitalisme, Paris, Presses de Sciences Po, coll. « Académique », 2008, 344 p. (ISBN 978-2-724-61072-7, DOI 10.3917/scpo.lordo.2008.01 , présentation en ligne)Participation de André Orléan, Alexandre Roig, Pepita Ould-Ahmed, Ramine Motamed-Nejad, Sabine Montagne, Neil Fligstein et Taek-Jin Shin.
- Yves Citton (dir.) et Frédéric Lordon (dir.), Spinoza et les sciences sociales : de l'économie des affects à la puissance de la multitude, Paris, éditions Amsterdam, coll. « Caute ! », 2008, 281 p. (ISBN 978-2-354-80014-7, présentation en ligne).
- Serge Halimi, Renaud Lambert et Frédéric Lordon, Économistes à gages, Paris, Les liens qui libèrent & Le Monde diplomatique, coll. « Prendre parti », 2012, 100 p. (ISBN 979-1-020-90010-4).
- Edouard Louis (dir.), Pierre Bourdieu. L’insoumission en héritage, Paris, PUF, 2013, 185 p. (ISBN 978-2-13-061935-2, présentation en ligne)Participation de Frédéric Lordon, Annie Ernaux, Didier Eribon, Arlette Farge, Geoffroy de Lagasnerie et Frédéric Lebaron.
- François Cusset (dir.), Une Histoire (critique) des années 1990 : de la fin de tout au début de quelque chose, Paris, éditions La Découverte, 2014, 401 p. (ISBN 978-2-707-18193-0, présentation en ligne).
- Kim Sang Ong-Van-Cung (dir.), Eva Debray (dir.) et Frederic Lordon (dir.), Spinoza et les passions du social, Paris, éditions Amsterdam, 2019, 355 p. (ISBN 978-2-35480-166-3, présentation en ligne)Participation de Pierre-François Moreau, Judith Butler, Yves Citton, Nicolas Israël, Nicola Marcucci, Christophe Miqueu et Pascal Sévérac.
- Amal Bentounsi, Antonin Bernanos, Julien Coupat, David Dufresne, Éric Hazan et Frédéric Lordon, Police, Paris, éditions La Fabrique, 2020, 136 p. (ISBN 978-2-358-72202-5, présentation en ligne)
- Antony Burlaud (dir.), Allan Popelard (dir.) et Grégory Rzepski (dir.), Le nouveau monde. Tableau de la France néolibérale, Paris, éditions Amsterdam, 2021, 1043 p. (présentation en ligne)

- Frédéric Lordon et Sandra Lucbert, Pulsion, Paris, La Découverte, 2025, 600 p. (ISBN 9782348086199)

## Dans les médias

### À la télévision
Il participe une première fois à l'émission Ce soir (ou jamais !) de Frédéric Taddeï sur France 2, le 11 octobre 2011 sur le thème du sauvetage des banques, face à Catherine Lubochinsky.
Il y participe une seconde fois, le 17 avril 2015, dans laquelle il fait face à Thomas Piketty et Guy Sorman sur le thème « Le capitalisme mérite-t-il une bonne correction ? »,.

### Sur Internet
Il participe pour Arrêt sur images à l'émission « d@ns le texte » du 30 septembre 2010 avec Judith Bernard, pour présenter son livre Capitalisme, désir et servitude. Il est depuis un invité régulier de l'émission Dans le texte présentée par Judith Bernard sur le site Hors Série, invitations faisant suite à la publication de chacun de ses derniers ouvrages, qui sont le sujet principal de l'entretien,,,.
Un épisode de la chronique web « Mes chers contemporains » lui est consacré et enregistre plusieurs centaines de milliers de vues.
Il est cosignataire de la pétition contre la sortie de l'arme du motard de la police à Rennes le 27 avril 2017.
Le 31 janvier 2020, il participe avec Thomas Piketty à un débat organisé par le journal L'Humanité autour de leurs derniers ouvrages respectifs.
En avril 2020, il initie la série « Perspectives » sur son blog hébergé par Le Monde diplomatique, consacrée à la situation économique présente et structurée par « quelques hypothèses simples jusqu’à l’esquisse de voies de sortie, en passant par des essais de clarification du « problème » comme il se pose (ou comme on pourrait le poser) ». Composée de neuf articles, il y fait notamment la promotion des propositions de Bernard Friot et d'un « communisme luxueux ».

### À la radio
Depuis 2004, Frédéric Lordon a participé à plusieurs numéros de Là-bas si j'y suis, y compris depuis que l'émission est diffusée sur Internet.
En 2010, son livre Capitalisme, désir et servitude est présenté par Sylvain Bourmeau dans l'émission « La suite dans les idées » sur France Culture et Laure Adler lui consacre un portrait dans son émission « Hors-champs » en 2013.

### Au cinéma
Frédéric Lordon apparaît à plusieurs reprises en tant que commentateur dans le film documentaire français sorti en janvier 2012 : Les Nouveaux Chiens de garde qui explore les collusions entre les médias français et le pouvoir politique et économique français.
Sa pièce de théâtre D'un retournement l'autre à propos de la crise des subprimes est adaptée au cinéma par Gérard Mordillat dans le film Le Grand Retournement, sorti en salles le 23 janvier 2013.
Dans le documentaire de Gilles Perret sorti en novembre 2006, Ma mondialisation, l'économiste fait part de ses observations et réactions.

#### Presse
- « L’insaisissable Frédéric Lordon, maître à penser de la Nuit debout », Le Monde, 21 avril 2016
- Jérôme Baschet, « Frédéric Lordon au Chiapas », Ballast,‎ 9 mai 2016 (lire en ligne)

#### Entretiens
- « Frédéric Lordon, économiste : “L’Europe est devenue un fétiche encombrant” », Télérama, 22 mai 2014
- « Frédéric Lordon : "L’internationalisme réel, c’est l’organisation de la contagion" », Ballast,‎ 11 juillet 2016 (lire en ligne)
- « Le communisme se doit de faire valoir ses contenus propres, positifs. », L’Humanité, 19 mars 2021.